# 루이 파스퇴르
루이 파스퇴르(Louis Pasteur, 1822년 12월 27일~1895년 9월 28일)는 프랑스의 생화학자이며 로베르트 코흐와 함께 세균학의 아버지로 불린다. 질병과 미생물의 연관관계를 밝혀내었고, 분자의 광학 이성질체를 발견했으며, 저온 살균법, 광견병, 닭 콜레라의 백신을 발명했다.

## 생애

### 학문
파스퇴르는 1822년 12월 27일, 가죽 가공업자의 아들로 태어났다. 어린 시절에는 미술에 소질을 보였지만 1843년에 파리 고등사범학교에 입학해 1846년에 박사 학위를 취득했다. 화학을 전공했지만 처음은 재능을 보이지 못하고 지도한 교수의 한 명은 그를 "평범하다"라고 평가했다.

### 주석산의 성격 해명
초기 화학자 시절의 업적으로는 주석산의 성질을 해명(1849년)한 것이 있다. 천연물, 특히 포도주의 침전물로부터 취할 수 있는 이 화합물의 용액은 통과하는 빛의 편광면을 회전시킨다. 그러나 이상하게도 인공적으로 합성된 주석산은 화학반응이나 분자식은 같음에도 불구하고 이러한 효과를 갖지 않는다.
파스퇴르는 주석산의 미세한 결정을 조사하고서 결정에는 비대칭인 2 종류가 있어, 각각이 서로의 거울상이란 사실을 알아냈다. 끈질기게 분류 작업을 한 결과 2 종류의 주석산을 얻을 수 있었다. 한 종류의 용액은 편광면을 시계 방향으로 회전시키는 데 반해, 한편은 반시계회전으로 회전시키는 것이었다. 그리고, 이 2 종류를 반반씩 혼합한 것은 편광에 대해서 어떤 효과도 미치지 않았다. 이것으로부터 파스퇴르는 주석산의 분자는 비대칭인 형태를 하고 있고 왼손용 장갑과 오른손용 장갑과 같이 서로 거울상 관계에 있는 2종류의 형태가 있는 것이라고 올바르게 추론했다. 처음으로 키랄 분자를 실증한 것도 큰 실적이었지만, 이후 파스퇴르는 한층 더 유명한 실적을 완수하는 생물학·의학의 분야로 나아가고 있었다.

### 스트라스부르 대학교 교수
파스퇴르는 결정학에 관한 박사 논문에 힘입어 스트라스부르 대학교의 화학의 교수의 지위를 얻었다. 1854년엔 릴의 새로운 이과 대학의 학장으로 지명되고 1857년에는 고등사범학교의 사무국장 겸 이학부장이 되었다.

### 자연발생설 비판
1861년의 저작 《자연발생설 비판》에서 발효가 미생물의 증식 때문이란 사실을 보였고, 동시에 영양분을 포함한 고깃국물에서 미생물이 증식하는 것은 자연발생에 의한 것이라는 종래의 설을 뒤집어 보였다. 먼지가 통과하지 못하도록 하는 필터를 통해 바깥 공기를 접촉할 수 있는 용기에 새로 끓인 고깃국물을 놔 두거나, 필터는 없지만 'S'자 모양으로 구부러진 플라스크를 사용해 티끌이 들어가지 않도록 하여 공기를 접촉하게 하면, 고깃국물에서는 아무것도 자라지 못했다. 따라서, 고깃국물에 발생하는 미생물은 외부로부터 들어온 티끌에 붙은 포자 등 미생물에 의한 것이며, 고깃국물중에서 자연발생하는 것은 아니다. 이와 같이 하여 파스퇴르는 자연발생설을 비판했다.
루이 파스퇴르가 세균설을 처음 주장한 것은 아니다. 세균설은 벌써 지롤라모 프라카스토로, 프리드리히 헨레 등에 의해서 주장되고 있었다. 파스퇴르가 한 것은 세균설(생물 속생설)의 올바름을 실험으로 명백하게 보여줘서, 유럽 사람에게 납득시킨 것이다.

### 살균법
파스퇴르의 연구는 발효 음료를 오염하는 미생물이 있다는 것을 나타내고 있었다. 이로부터 파스퇴르는 우유 등의 액체를 가열해 그중에 포함되어 있는 박테리아나 곰팡이를 모두 죽이는 방법을 발명했다. 파스퇴르와 클로드 베르나르는 1862년 4월 20일에 최초의 실험을 실시했다. 이 방법은 곧바로 가열살균법 (파스퇴라이제이션)으로써 알려지게 되었다.
음료 오염으로부터 미생물이 동물이나 인간에게 감염된다는 결론을 내린 파스퇴르는 미생물이 인체에 들어오는 것을 막아야 한다고 주장했고, 이는 스코틀랜드의 외과의사 죠제프 리스터가 외과 수술 소독법을 개발하는 데에 이르렀다.

### 누에병 치료
1865년 파스퇴르는 양잠업의 구제에 착수했다. 그 무렵 미립자병으로 불리는 병에 의해 많은 누에가 죽고 있었다. 이 도중인 1867년에는 뇌졸중으로 쓰러져 왼쪽 반신불수가 되었지만 수년에 걸치는 조사의 결과 병의 원인은 누에의 알에 세균의 감염인 것을 증명해 치잠사육소로부터 이 세균을 구제하는 것으로 미립자병을 막을 수 있는 것을 나타냈다.

### 혐기성균 발견
파스퇴르는 혐기성균, 즉 공기 없이 증식 하는 미생물을 발견했다. 1895년 미생물학으로 최고의 영예인 레이웬훅크메달(Leeuwenhoek medal)을 수상했다.

### 별세
1895년, 1868년부터 일련의 발작에 의한 합병증이 원인이 되어, 파리 근교에서 73세의 나이로 사망했다. 그의 장례는 프랑스 정부의 주도로 국장으로 치러졌으며 그의 유해는 노트르담 대성당에 매장되었지만, 곧 파스퇴르 연구소의 지하 성당으로 이동되었다.

## 자연발생설 비판 - 추가 내용
자연 발생설은 고대부터 중세까지 널리 받아들여졌던 이론으로, 생명체가 무생물로부터 자연히 생겨날 수 있다는 믿음에 기반하고 있다. 예컨대 썩은 고기에서 구더기가, 흙에서 쥐가 저절로 생긴다는 생각이 대표적이다. 그러나 19세기 과학자 루이 파스퇴르는 실험을 통해 이러한 주장이 과학적으로 근거가 없음을 명확히 밝혀냈다.
파스퇴르는 백조목 플라스크 실험으로 자발적 발생설을 결정적으로 반박하였다. 그는 목이 길게 휘어진 플라스크에 미생물이 없는 멸균된 액체를 넣고 공기는 통하게 하되 외부의 먼지와 세균은 유입되지 않도록 설계하였다. 이 상태에서는 오랜 시간이 지나도 액체가 혼탁해지지 않았다. 그러나 동일한 액체를 동일한 환경에 놓되, 플라스크의 목을 부러뜨려 공기 중의 먼지와 미생물이 직접 액체에 닿게 하자 곧바로 부패가 일어났다. 이 실험은 생명체가 공기 중의 미생물로부터 들어오는 것이지, 액체 자체에서 자연스럽게 발생한 것이 아님을 입증했다.
이 실험의 논리적 핵심은 통제된 두 실험군 간의 차이를 통해 원인을 특정한 데 있다. 파스퇴르는 동일한 액체, 동일한 온도, 동일한 공기 조건을 유지하면서도 미생물의 유입 여부만 달리하여 생명의 발생 여부를 비교했고, 그 결과 생명은 외부로부터 유입되어야만 생길 수 있다는 점을 과학적으로 증명했다. 이는 곧 생명은 오직 생명으로부터만 온다는 "생물 속생설(Biogenesis)"의 과학적 정립으로 이어졌고, 자발적 발생설은 이후 과학계에서 완전히 폐기되었다.
파스퇴르의 실험은 단순히 미생물학의 발전에 기여한 것을 넘어, 생명의 기원에 대한 인식 전환을 가져왔다. 그의 발견은 생명의 발생이 무작위적이거나 자연 발생적일 수 없음을 과학적으로 입증했으며, 창조론적 세계관을 지지하는 중요한 과학적 근거로도 활용되어 왔다. 생명은 우연이 아니라 질서와 목적 가운데 존재한다는 사실을 그의 실험은 강하게 시사한다.
- 광견병
- 자연발생설
- 파스퇴르 박물관